# Bárány Imre
Bárány Imre (Mátyásföld, 1947. december 7. –) Széchenyi-díjas magyar matematikus, a Magyar Tudományos Akadémia rendes tagja. Szűkebb szakterülete a diszkrét geometria.

## Életpályája
A Rényi Alfréd Matematikai Kutatóintézet kutatója. A londoni University College részállású professzora. A matematikai tudomány doktora (1993).
2010-ben a Magyar Tudományos Akadémia levelező, 2016-ban rendes tagjává választották.

## Kutatási területe
Diszkrét geometriával foglalkozik. 
Váratlanul rövid bizonyítást adott Kneser sejtésére. Füredi Zoltánnal igazolta, hogy nincs polinomiális hosszúságú algoritmus, ami a d dimenziós konvex testek térfogatát {\displaystyle d^{d}}-nél kisebb multiplikatív hibával közelítené. Megoldotta Sylvester százéves problémáját annak valószínűségéről, hogy egy konvex testből véletlenszerűen választott n pont konvex pozícióban van.
Az MTA Rényi Alfréd Matematikai Kutatóintézete tudományos tanácsadója. Szűkebb szakterülete a diszkrét geometria. Bárány Imre kiemelkedő képességű, széles látókörű és nagy hatású matematikus. Legtöbb eredménye geometriai indíttatású, de maguk az eredmények kiterjednek a gráfelmélet, kombinatorika, operációkutatás, játékelmélet, algoritmus-elmélet területére. Munkáját a különböző matematikai területek közötti összefüggések keresése, váratlan módszerek alkalmazása jellemzi. A geometriai algoritmusok területén alapvető fontosságú Füredi és Bárány eredménye, amely szerint bármely olyan polinomiálisan kiszámítható mennyiséghez, mely egy d dimenziós konvex test térfogatát adja meg közelítőleg, van olyan poliéder, melynél a közelítés multiplikatív hibája legalább dd. A véletlen konvex poliéderek elméletében a valószínűségszámítás szempontjából is igen érdekes, modern szemléletű eredményeket ért el, megoldva többek között Sylvester egy több, mint 100 éves problémáját. Báránynak sok fontos eredménye van egy konvex testbe eső rácspontok konvex burkára vonatkozólag, melyek egy részét a diszkrét lineáris programozás kérdései motiválták. Ezek közül kiemelendő Versikkel közös dolgozata, amelyben Arnold egy több, mint 10 éves problémáját oldják meg. Kiemelkedően szép eredménye az a tétel, melyben megmutatja, hogy ha egy adott konvex poligonban fekvő konvex rácssokszögek közül véletlenszerűen kiválasztunk egyet, akkor az majdnem biztosan nagyon közel lesz egy bizonyos görbéhez, melyet az jellemez, hogy affin kerülete maximális.

## Díjai
- Rényi-díj (1988)
- Erdős Pál-díj (1995)
- Akadémiai Díj (1998)
- Széchenyi-díj (2016)